# Martin Bennett Johnson
Martin Bennett Johnson (9 de Setembro de 1985, Andover, Massachusetts), é o vocalista, compositor e guitarrista da banda Boys Like Girls.

## Biografia
Ele queria tocar numa banda desde que ele tinha 3 anos de idade. Na escola ele meio que forçava seus amigos para aprender a tocar instrumentos para que pudessem estar em uma banda. Ele fez o show de talentos um par de vezes com suas próprias canções (ele começou a escrever canções quando tinha cerca de 7). 
Aos 17 anos ele estava em uma banda chamada "The Drive", fazendo a turnê local, formando as identificações falsas. Eles também fizeram a turnê nacional com os amigos banda (o atual baterista da BLG, já estava na banda nessa época). Quando voltaram eles começaram a tocar juntos. John conhecia Bryan anos atrás depois de 2 anos, encontraram Paul e Boys Like Girls foi formado. Entretanto, ele estava na equipe de esqui da escola e se formou em 2004 na Andover High. 
O primeiro álbum da banda se auto-intitulou de Boys Like Girls saindo em 22 de agosto de 2006. As faixas do álbum são basicamente contando uma pequena história da vida do jovem Martin. Começa com "The Great Escape", que é sobre deixar a cidade, fazer as coisas que ele fazia no colegial com seus melhores amigos tudo de novo, em uma única noite. "Holiday" é sobre perguntar sobre quem ele é e sobre recomeçar. "On Top Of The World" é sobre a luta do câncer de mama que sua mãe teve e que causou sua morte quando ele tinha apenas 16 anos. E, obviamente, "Thunder", que é sobre o primeiro amor de Martin, de como as pessoas sempre comparam as outras pessoas com o seu primeiro amor. "Você parece comparar tudo com o seu primeiro amor. Não é justo, mas faz mesmo assim." - Martin. 
Ele freqüentemente faz palhaçadas com os outros membros do BLG, por causa de sua falta direção, ele se considera o pior motorista do universo. Como em uma vez que ele estava dirigindo, quase os levou a estrada. Ele preferia conduzir um SUV, do que um carro esporte.
Martin agora está com um novo projeto The Night Game, recentemente lançou sua primeira música de trabalho ‘’The Outfield’’. Disponível no ITunes e também no Spotify.

## Vida Pessoal
Ele é de ancestralidade inglesa. É casado atualmente com a cantora e compositora Naomi Cooke, da banda americana de música country, Runaway June. Eles tem um filho juntos. 